# Јагодица Бобица (ТВ серија из 2003)
Јагодица Бобица је америчка анимирана серија за директан видео у продукцији American Greetings, DIC Entertainment Corporation и Hong Ying Universe Company Limited заснована на истоименој франшизи. Серија има 44 епизоде, плус један кратак и један филм.

## Радња
Прича прати мале црвенокосе девојчице по имену Јагодица са својом сестром Јабучицом, која живи у земљи Јагодица са својим другарима,као што су: Медена, Лана Банана, Поморанџица, Воћко Злоћко итд., а неких непријатеља су Питко и Гроздана.

## Улоге
| Име лика                  | Српска синхронизација                                    |
| ------------------------- | -------------------------------------------------------- |
| Јагодица Бобица           | Марија Дакић                                             |
| Јабучица                  | Марија Дакић                                             |
| Медена                    | Ана Маљевић                                              |
| Лана Банана               | Марија Дакић (сезона 1-2) Ана Маљевић (сезона 3-4)       |
| Поморанџица               | Дијана Маројевић (сезона 1-3) Ивана Јовановић (сезона 4) |
| Воћко Злоћко/Хаклбери Пај | Лако Николић (сезона 1-3) Данијел Корша (сезона 4)       |
| Тина Купина/Боровница     | Ана Маљевић (сезона 2-3) Ивана Јовановић (сезона 4)      |
| Буга Дуга/Рејнбоу Шерберт | Дијана Маројевић (сезона 2-3) Марија Дакић (сезона 4)    |
| Пеница/Пеперминт Физи     | Бојана Маљевић (сезона 2) Ивана Јовановић (сезона 4)     |
| Питко                     | Лако Николић (сезона 2-3) Данијел Корша (сезона 4)       |
| Гроздана/Кисела Грожђица  | Дијана Маројевић (сезона 2-3) Ивана Јовановић (сезона 4) |
| Перлица                   | Дијана Маројевић (сезона 1-3) Ивана Јовановић (сезона 4) |
| Флекица                   | Нилс Халанд (оригинална верзија)                         |